# Козин (Прилуцький район)
50°22′4″ пн. ш. 32°13′10″ сх. д. / 50.36778° пн. ш. 32.21944° сх. д.
Козин — колишнє село в Україні, підпорядковувалося Білошапківській сільській раді Прилуцького району Чернігівської області.
Виключене з облікових даних 21 грудня 2012 року.

## Географічне розташування
Козин знаходився з другої сторони ставка на річці Перевід від села Білошапки, доліва по березі ставка — Запереводське.

## Населення
У 1981 році у селі було 11 дворів і 20 мешканців. Через віддаленість від сільради (в іншому селі) та відстутність перспектив село почали покидати мешканці, переселяючись у тому числі і в сусідні села.
2001 року в селі проживало 2 людей.
У 2012 році в селі не було мешканців, тому його вирішили зняти із обліку.

### Мова
Розподіл населення за рідною мовою за даними перепису 2001 року:
| Мова       | Кількість | Відсоток |
| ---------- | --------- | -------- |
| українська | 2         | 100%     |